# Peltaria
Peltaria là chi thực vật có hoa trong họ Cải.